# Міжнародна енергетична компанія
ПрАТ «Міжнародна енергетична компанія» — один із інвесторів в енергетичний сектор України. Працює у сфері проєктного інжинірингу для ринку ядерної, теплової енергетики та відновлювальних джерел енергії.

## Опис
«МЕК» як керуюча компанія об'єднує низку українських підприємств і інженерних центрів. Історія її членів сягає понад 85 років. Компанія включає:
- Київський науково-дослідний та проектно-конструкторський інститут «Київенергопроект»;
- Харківський науково-дослідний та проектно-конструкторський інститут «Енергопроект»[3];
- «Управління будівництва Хмельницької АЕС»[4];
- КІЕП Інжиніринг;
- КІЕП Енергомонтаж;
- «Укратом Сервіс»;
- «Учбово-атестаційний Центр по неруйнівному контролю» та ін.

## Діяльність
«МЕК» заснована у 2009 р.[джерело?]
«МЕК» є партнером для підприємств енергетичного сектору не лише України, але й таких країн як Литва, Естонія, Угорщина, Вірменія[джерело?].
В Україні клієнтами «МЕК» є ДП "НАЕК «Енергоатом», Державне агентство з управління зоною відчуження, Український науково-технологічний центр (фінансування за рахунок Міжнародної допомоги), підприємства Міністерства енергетики України, дочірнє підприємство «Нафтогаз Біоенергія» НАК «Нафтогаз України».[джерело?]
За участі Прат «МЕК» проводяться роботи з підвищення безпеки, модернізації та технічного обслуговування 15-ти атомних блоків України.
Компанія забезпечила введення в експлуатацію централізованого сховища ядерного палива для АЕС України.
Реалізуються проєкти зі зняття з експлуатації Чорнобильської АЕС, а також створюються комплекси, що забезпечують поводження з усіма типами радіоактивних відходів, що утворилися, як внаслідок аварії на 4-му енергоблоці ЧАЕС, так і при експлуатації діючих енергоблоків.

## Ключові проекти
- Будівництво енергоблока № 4 Череповецької ГРЕС на базі парогазової технології, блок № 4 (ПГУ-420).
- Будівництво комплексу по переробці радіоактивних відходів Рівненської АЕС[6].
- Будівництво будівлі технічного центру автоматизованих дистанційних засобів контролю металу на Рівненській АЕС.
- Технічне переоснащення системи поводження з транспортними контейнерами на енергоблоках 1, 2 ВП РАЕС (в тому числі модернізація системи перевантаження та транспортування палива енергоблоків 1, 2 ВП РАЕС для впровадження технології поводження з відпрацьованим ядерним паливом компанії «Holtec International»)[7].
- Технічне переоснащення системи перевантаження та транспортування палива для впровадження модифікованої технології поводження з відпрацьованим ядерним паливом компанії «Holtec International» на енергоблоках № 3, 4 ВП РАЕС.
- Технічне переоснащення. Модернізація керуючих систем безпеки з заміною уніфікованих комплексів технічних засобів (УКТЗ) на енергоблоці № 3 Рівненської АЕС.
- Технічне переоснащення. Модернізація системи нормальної експлуатації важливої для безпеки реакторного відділення (СНЕ ВБ РВ) на енергоблоці № 3 Рівненської АЕС (контрольно-вимірювальні прилади підсистеми, технічний захист, блокування і сигналізація, система автоматичного регулювання і дистанційного управління, обладнання спецкорпусу класу безпеки ЗН).
- Технічне переоснащення комплексу інженерно-технічних засобів системи фізичного захисту енергоблоку № 3 на Рівненській АЕС.

## Керівництво
- Голова правління — Дубовой Марк Олександрович[8]
- Заступник голови правління, директор комерційний — Оніщенко Віталій Анатолійович.
- Заступник голови правління, директор з ядерної енергетики та атомно-промислового комплексу — Сапожников Юрій Анатолійович.
- Заступник голови правління, директор з теплової та відновлювальної енергетики — Охріменко Олександр Анатолійович.